# Alessandro Aglione
Alessandro Aglione (* vor 1599 in Spoltore (Abruzzen); † nach 1621) war ein italienischer Komponist und Geistlicher am Übergang zwischen der Musik der Renaissance und jener des Frühbarock.

## Leben und Werk
Alessandro Aglione wurde in der zweiten Hälfte des 16. Jahrhunderts in Spoltore in der italienischen Region Abruzzen geboren. Seine Familie hatte von wirtschaftlichen und sozialen Veränderungen in jener Zeit profitiert und es zu einem gewissen Wohlstand gebracht. Aglione trat dem Orden der Dominikaner bei, welcher in jener Zeit der Gegenreformation zahlreiche neue Klöster gründete.
Die meisten von Agliones Werken sind ganz verloren oder nur fragmentarisch erhalten. Von seinen Canzonette spirituali a tre voci ist nur die Melodiestimme erhalten, von einem Quinto libro dei Motetti (welches auch eine Messe und Vespern enthielt) ist nur der Basso continuo überliefert. Vollständig erhalten ist sein Giardino di spirituali concenti, eine Sammlung geistlicher Motetten zu einer, zwei, drei oder vier Stimmen mit Orgel als Basso continuo. Das Werk wurde 1618 in Venedig gedruckt, einige der Kompositionen tauchen auch in späteren Anthologien auf, sodass man annehmen kann, dass der heute fast vollkommen vergessene Komponist Aglione unter seinen Zeitgenossen ein gewisses Ansehen besaß.